# 2022 FIFAワールドカップ・アジア2次予選
- 2022 FIFAワールドカップ > 2022 FIFAワールドカップ・予選 > 2022 FIFAワールドカップ・アジア予選 > 2022 FIFAワールドカップ・アジア2次予選
- AFCアジアカップ2023 > AFCアジアカップ2023 (予選) > 2022 FIFAワールドカップ・アジア2次予選

本記事では、2022 FIFAワールドカップのアジア予選、ならびにAFCアジアカップ2023の予選のうち2次予選（にじよせん）の詳細について示す。

## 方式
1次予選免除の34チームと1次予選突破の6チーム、合計40チームが5チームずつ8組に分かれてホーム・アンド・アウェーの2回総当たり戦を行う。
- 各組1位のチームと、各組2位チームのうち成績上位4チーム（合計12チーム）はワールドカップの3次予選(最終予選)に進出するとともにAFCアジアカップ2023への出場権を獲得。ただし、本大会開催国として既に出場権を獲得しているカタールがグループ1位または各組2位のうち成績上位4チームに入った場合はその分が繰り上がりとなり、各組2位チーム中成績第5位のチームが代わってワールドカップの最終予選に進出する。
- なお、各組2位のうち成績下位3チームおよび各組3位・4位、各組5位チームのうち成績上位3チーム (計22チーム)はアジアカップの3次予選へ進出。各組5位チームのうち成績下位4チームはアジアカップの予選プレーオフへ進出する[2]。

### 新型コロナウイルス流行による大会の変更点
新型コロナウイルスの流行を受け、国際サッカー連盟（FIFA）およびアジアサッカー連盟（AFC）は2020年3月9日に以下の決定をしたことを発表した。
- 2020年3月・6月に予定されていた試合（第7節 - 第10節）は原則として延期する。ただし、対戦する双方の国・地域の合意が取れ、安全が確保でき、かつFIFA・AFCの承認を得られた場合は、当初予定の3月・6月の開催も可能とする。

その後2020年6月5日にAFCは、第7節 - 第10節は同年10月8日・10月13日・11月12日・11月17日に実施する予定であることを発表した。しかしその後の2020年8月12日にAFCは、FIFAとの協議の結果、これらの試合は2021年に延期することを発表した。
2021年3月2日にAFCは、同年3月の試合実施予定日（3月25日・30日）に開催可能な試合は実施してもよいものの、その際に実施できなかった試合ならびに6月に実施予定であった試合については、5月31日 - 6月15日の間で集中開催で実施すると発表した。同年3月12日、AFCは集中開催の会場となる国を発表した。

### 北朝鮮の出場辞退による大会の変更点
AFCは2021年5月16日に、グループHの北朝鮮の出場辞退を発表し、同年5月27日に成績の取り扱いを以下の通りとすることを発表した。
- 北朝鮮が入っていたグループHについては、すでに実施された北朝鮮との対戦戦績を無効とする。
- 各グループ2位のチーム同士の成績を比較する際は、グループH以外の各グループについては、最下位のグループ5位チームとの戦績を除外したもので比較する。

## シード順
組み合わせ抽選は、2019年7月17日にマレーシア・クアラルンプールのAFCハウスで行われた。
シード順には、2019年6月14日発表のFIFAランキングが用いられた。ポット分けは以下の通り。かっこ内の数字はFIFAランキング。

| ポット1 | ポット2 | ポット3 | ポット4 | ポット5 |
| --- | --- | --- | --- | --- |
| - イラン (20) - 日本 (28) - 韓国 (37) - オーストラリア (43) - カタール (55) - アラブ首長国連邦 (67) - サウジアラビア (69) - 中華人民共和国 (73) | - イラク (77) - ウズベキスタン (82) - シリア (85) - オマーン (86) - レバノン (86) - キルギス (95) - ベトナム (96) - ヨルダン (98) | - パレスチナ (100) - インド (101) - バーレーン (110) - タイ (116) - タジキスタン (120) - 北朝鮮 (122) - チャイニーズタイペイ (125) - フィリピン (126) | - トルクメニスタン (135) - ミャンマー (138) - 香港 (141) - イエメン (144) - アフガニスタン (149) - モルディブ (151) - クウェート (156) - マレーシア (159) | - インドネシア (160) - シンガポール (162) - ネパール (165) - カンボジア (169) - バングラデシュ (183) - モンゴル (187) - グアム (190) - スリランカ (201) |

組み合わせ抽選において、各チームが組み合わせのどの番号に入るかについては、ポット番号と同一とする。ただしポット1のカタールに限り、コパ・アメリカ2020参加のため日程変更の要望があったことから、カタールが入った組については1番と5番のチームを入れ替えるものとする。
1. ↑  2次予選のシード順発表の時点（2019年6月17日）では、1次予選のスリランカ（ホーム）-マカオ戦（2019年6月11日実施予定であった）にマカオが出場を辞退したことに対する処置が未定であった。その後、当該試合はスリランカの勝利扱いとなり、スリランカが2次予選に進出することが決定した。

## 試合結果

### グループA
| 順 | チーム         | 試 | 勝 | 分 | 敗 | 得 | 失 | 差  | 点 | 出場権                       |  |     |     |     |     |     |
| -- | -------------- | -- | -- | -- | -- | -- | -- | --- | -- | ---------------------------- |  | --- | --- | --- | --- | --- |
| 1  | シリア         | 8  | 7  | 0  | 1  | 22 | 7  | +15 | 21 | アジア3次予選 とアジアカップ |  | —   | 2–1 | 1–0 | 2–1 | 4–0 |
| 2  | 中華人民共和国 | 8  | 6  | 1  | 1  | 30 | 3  | +27 | 19 | アジア3次予選 とアジアカップ |  | 3–1 | —   | 2–0 | 5–0 | 7–0 |
| 3  | フィリピン     | 8  | 3  | 2  | 3  | 12 | 11 | +1  | 11 | アジアカップ3次予選          |  | 2–5 | 0–0 | —   | 1–1 | 3–0 |
| 4  | モルディブ     | 8  | 2  | 1  | 5  | 7  | 20 | −13 | 7  | アジアカップ3次予選          |  | 0–4 | 0–5 | 1–2 | —   | 3–1 |
| 5  | グアム         | 8  | 0  | 0  | 8  | 2  | 32 | −30 | 0  | アジアカップ予選プレーオフ   |  | 0–3 | 0–7 | 1–4 | 0–1 | —   |

| 2019年9月5日 19:30 UTC+8 |

| フィリピン                                       | 2 - 5                        | シリア |
| ハビエル・パティーニョ 6分 · マイク・オット 83分 | レポート(FIFA) レポート(AFC) | オマル・アッ＝ソーマ 14分, 55分 · ハレド・モバイド 30分 · フィラス・アル＝ハティブ 48分 (pen.) · マフムード・アル＝マワス 85分 |

| パナード・スタジアム, バコロド 観客数: 2,645 主審: 飯田淳平 |

| 2019年9月5日 15:30 UTC+10 |

| グアム | 0 - 1                        | モルディブ                  |
|        | レポート(FIFA) レポート(AFC) | イブラヒム・マフディー 27分 |

| グアムFAフィールド, デデド 観客数: 714 主審: ヤクーブ・アル＝ハマディ |

| 2019年9月10日 16:00 UTC+5 |

| モルディブ | 0 - 5                        | 中華人民共和国                                                                                          |
|            | レポート(FIFA) レポート(AFC) | 呉曦 34分 · 武磊 45分 · 楊旭 64分 (pen.) · エウケソン・ジ・オリヴェイラ・カルドーゾ 83分 (pen.), 90+1分 |

| ガロル国立競技場, マレ 観客数: 3,700 主審: トゥルキ・アルフダイル |

| 2019年9月10日 15:30 UTC+10 |

| グアム                       | 1 - 4                        | フィリピン |
| マルクス・ロペス 67分 (pen.) | レポート(FIFA) レポート(AFC) | アンヘル・ギラード 7分 · パトリック・ライヒェルト 12分 · シュテファン・シュレック 71分 · ジョン＝パトリック・シュトラウス 82分 |

| グアムFAフィールド, デデド 観客数: 1,096 主審: キム・ウソン |

| 2019年10月10日 20:00 UTC+8 |

| 中華人民共和国                                                                                      | 7 - 0                        | グアム |
| 楊旭 6分, 9分, 24分, 31分 · 武磊 17分 · 呉曦 45+1分 · エウケソン・ジ・オリヴェイラ・カルドーゾ 75分 | レポート(FIFA) レポート(AFC) |        |

| 天河体育中心体育場, 広州市 観客数: 39,987 主審: アリ・レダ |

| 2019年10月10日 18:00 UTC+4 |

| シリア                          | 2 - 1                        | モルディブ            |
| オマル・アッ＝ソーマ 26分, 60分 | レポート(FIFA) レポート(AFC) | アリ・アシファク 70分 |

| マクトゥーム・ビン・ラーシド・アール・マクトゥーム・スタジアム, ドバイ, （アラブ首長国連邦） 観客数: 5,500 主審: ナズミ・ナサルディン |

| 2019年10月15日 19:30 UTC+8 |

| フィリピン | 0 - 0                        | 中華人民共和国 |
|            | レポート(FIFA) レポート(AFC) |                |

| パナード・スタジアム, バコロド 観客数: 2,982 主審: アジズ・アシモフ |

| 2019年10月15日 18:00 UTC+4 |

| シリア                                                                 | 4 - 0                        | グアム |
| オマル・アッ＝ソーマ 3分, 44分, 83分 · マフムード・アル＝マワス 90+3分 | レポート(FIFA) レポート(AFC) |        |

| マクトゥーム・ビン・ラーシド・アール・マクトゥーム・スタジアム, ドバイ, （アラブ首長国連邦） 観客数: 2,050 主審: ドミトリー・マシェンツェフ |

| 2019年11月14日 18:00 UTC+4 |

| シリア                                   | 2 - 1                        | 中華人民共和国 |
| オサマ・オマリ 19分 · 張琳芃 76分 (o.g.) | レポート(FIFA) レポート(AFC) | 武磊 30分      |

| マクトゥーム・ビン・ラーシド・アール・マクトゥーム・スタジアム, ドバイ（アラブ首長国連邦） 観客数: 6,950 主審: キム・デヨン |

| 2019年11月14日 16:00 UTC+5 |

| モルディブ            | 1 - 2                        | フィリピン                                                    |
| ナイズ・ハサン 90+3分 | レポート(FIFA) レポート(AFC) | イアン・ラムゼイ 53分 · ジョン＝パトリック・シュトラウス 69分 |

| ガロル国立競技場, マレ 観客数: 2,700 主審: アハメド・モハメド・アル・アリ |

| 2019年11月19日 18:00 UTC+4 |

| シリア                | 1 - 0                        | フィリピン |
| ワルド・サラーマ 23分 | レポート(FIFA) レポート(AFC) |            |

| マクトゥーム・ビン・ラーシド・アール・マクトゥーム・スタジアム, ドバイ, （アラブ首長国連邦） 観客数: 2,445 主審: ローワン・アルムガン |

| 2019年11月19日 16:00 UTC+5 |

| モルディブ                                                                       | 3 - 1                        | グアム                |
| アリ・サムー 23分 · トラヴィス・ニックロー 38分 (o.g.) · アリ・アシファク 90+1分 | レポート(FIFA) レポート(AFC) | ジョン・マッキン 50分 |

| ガロル国立競技場, マレ 観客数: 2,612 主審: ハッサン・アボ・ヤヒア |

| 2021年5月30日 19:30 UTC+8 |

| グアム | 0 - 7                        | 中華人民共和国 |
|        | レポート(FIFA) レポート(AFC) | 武磊 20分 (pen.), 55分 · 金敬道 39分 · 呉曦 61分 · エウケソン・ジ・オリヴェイラ・カルドーゾ 65分 · アラン・ドグラス・ボルジェス・デ・カルヴァーリョ 83分, 87分 |

| 蘇州スポーツセンター, 蘇州, （中国） 観客数: 29,222 主審: シワコーン・プーウドム |

| 2021年6月4日 20:00 UTC+4 |

| モルディブ | 0 - 4                        | シリア                                                                                       |
|            | レポート(FIFA) レポート(AFC) | マフムード・アル＝マワス 23分, 45+3分 (pen.), 71分 (pen.) · アイアス・アオスマン 34分 (pen.) |

| シャールジャ・スタジアム, シャールジャ, （アラブ首長国連邦） 観客数: 0 主審: アマル・アリ＝ジェネイビ |

| 2021年6月7日 18:00 UTC+4 |

| グアム | 0 - 3                        | シリア                                                          |
|        | レポート(FIFA) レポート(AFC) | マルデク・マルドキアン 6分, 9分 · マフムード・アル＝マワス 84分 |

| シャールジャ・スタジアム, シャールジャ, （アラブ首長国連邦） 観客数: 0 主審: ハリド・サレハ・アルトゥレイス |

| 2021年6月7日 21:00 UTC+4 |

| 中華人民共和国                 | 2 - 0                        | フィリピン |
| 武磊 57分 (pen.) · 呉興涵 65分 | レポート(FIFA) レポート(AFC) |            |

| シャールジャ・スタジアム, シャールジャ, （アラブ首長国連邦） 観客数: 0 主審: 金喜坤 |

| 2021年6月11日 18:00 UTC+4 |

| フィリピン                                                                       | 3 - 0                        | グアム |
| アンヘル・ギラード 12分 · マーカス・ロペス 60分 (o.g.) · マーク・ハートマン 88分 | レポート(FIFA) レポート(AFC) |        |

| シャールジャ・スタジアム, シャールジャ, （アラブ首長国連邦） 観客数: 0 主審: アマル・アリ＝ジェネイビ |

| 2021年6月11日 21:00 UTC+4 |

| 中華人民共和国                                                                                           | 5 - 0                        | モルディブ |
| 劉彬彬 6分 · 武磊 30分 · アラン・ドグラス・ボルジェス・デ・カルヴァーリョ 67分 · 張玉寧 69分 · 譚龍 80分 | レポート(FIFA) レポート(AFC) |            |

| シャールジャ・スタジアム, シャールジャ, （アラブ首長国連邦） 観客数: 0 主審: アル・アリ・アハメド |

| 2021年6月15日 19:00 UTC+4 |

| フィリピン              | 1 - 1                        | モルディブ          |
| アンヘル・ギラード 19分 | レポート(FIFA) レポート(AFC) | アリ・ファシル 25分 |

| シャールジャ・スタジアム, シャールジャ, （アラブ首長国連邦） 観客数: 0 主審: シワコーン・プーウドム |

| 2021年6月15日 22:00 UTC+4 |

| 中華人民共和国                                 | 3 - 1                        | シリア                    |
| 張稀哲 42分 · 武磊 69分 (pen.) · 張玉寧 90+3分 | レポート(FIFA) レポート(AFC) | アイアス・アオスマン 50分 |

| シャールジャ・スタジアム, シャールジャ, （アラブ首長国連邦） 観客数: 0 主審: ムハンマド・タキー |

1. ↑  グアム（ホーム）-シリア戦は2019年10月15日に予定されていたものの、シリア代表がグアムへ行くための入国準備が整わないことから、2020年6月4日に予定されていたシリア（ホーム）-グアム戦とでホーム・アウェーを入れ替えた[16]。

- 2021年6月の試合については、当初は集中開催の会場を中国とする予定であったものの、モルディブ代表・シリア代表に新型コロナウイルス感染者が生じて中国への渡航が不可能となったため、会場を（モルディブ代表・シリア代表の滞在先である）アラブ首長国連邦に変更して開催することとなった[17]。

### グループB
| 順 | チーム               | 試 | 勝 | 分 | 敗 | 得 | 失 | 差  | 点 | 出場権                       |  |     |     |     |     |     |
| -- | -------------------- | -- | -- | -- | -- | -- | -- | --- | -- | ---------------------------- |  | --- | --- | --- | --- | --- |
| 1  | オーストラリア       | 8  | 8  | 0  | 0  | 28 | 2  | +26 | 24 | アジア3次予選 とアジアカップ |  | —   | 3–0 | 1–0 | 5–0 | 5–1 |
| 2  | クウェート           | 8  | 4  | 2  | 2  | 19 | 7  | +12 | 14 | アジアカップ3次予選          |  | 0–3 | —   | 0–0 | 7–0 | 9–0 |
| 3  | ヨルダン             | 8  | 4  | 2  | 2  | 13 | 3  | +10 | 14 | アジアカップ3次予選          |  | 0–1 | 0–0 | —   | 3–0 | 5–0 |
| 4  | ネパール             | 8  | 2  | 0  | 6  | 4  | 22 | −18 | 6  | アジアカップ3次予選          |  | 0–3 | 0–1 | 0–3 | —   | 2–0 |
| 5  | チャイニーズタイペイ | 8  | 0  | 0  | 8  | 4  | 34 | −30 | 0  | アジアカップ予選プレーオフ   |  | 1–7 | 1–2 | 1–2 | 0–2 | —   |

| 2019年9月5日 19:10 UTC+8 |

| チャイニーズタイペイ | 1 - 2                        | ヨルダン                                        |
| 温智豪 81分          | レポート(FIFA) レポート(AFC) | バハー・ファイサル 19分 · アフメド・サミル 37分 |

| 台北陸上競技場, 台北 観客数: 5,520 主審: 荒木友輔 |

| 2019年9月5日 20:00 UTC+3 |

| クウェート | 7 - 0                        | ネパール |
| ユーセフ・ナーセル 6分, 50分 · ファハド・アル＝ハジェリ 13分 · アブドゥラー・マウェイ 59分 · バデル・アル＝ムタワ 67分 · レジャ・アブジャバラー 90+4分 · フサイン・アル＝ムサウィ 90+7分 | レポート(FIFA) レポート(AFC) |          |

| アル・クウェート・スポーツ・クラブ・スタジアム, クウェート市 観客数: 7,500 主審: キム・デヨン |

| 2019年9月10日 18:30 UTC+3 |

| クウェート | 0 - 3                        | オーストラリア                                       |
|            | レポート(FIFA) レポート(AFC) | マシュー・レッキー 7分, 30分 · アーロン・ムーイ 38分 |

| アル・クウェート・スポーツ・クラブ・スタジアム, クウェート市 観客数: 11,852 主審: ムハンマド・タキー・アルジャアファリー・ビン・ジャハリ |

| 2019年9月10日 19:10 UTC+8 |

| チャイニーズタイペイ | 0 - 2                        | ネパール                     |
|                      | レポート(FIFA) レポート(AFC) | アンジャン・ビスタ 4分, 62分 |

| 台北陸上競技場, 台北 観客数: 4,780 主審: ヤクーブ・アブドゥル・バキ |

| 2019年10月10日 19:30 UTC+11 |

| オーストラリア                                                                                          | 5 - 0                        | ネパール |
| ジェイミー・マクラーレン 6分, 19分, 90分 · ハリー・サウター 23分 · ディネシュ・ラージバンシ 59分 (o.g.) | レポート(FIFA) レポート(AFC) |          |

| キャンベラ・スタジアム, キャンベラ 観客数: 18,563 主審: トリク・ムニル・アルカティリ |

| 2019年10月10日 19:00 UTC+3 |

| ヨルダン | 0 - 0                        | クウェート |
|          | レポート(FIFA) レポート(AFC) |            |

| アンマン国際スタジアム, アンマン 観客数: 10,720 主審: 佐藤隆治 |

| 2019年10月15日 19:10 UTC+8 |

| チャイニーズタイペイ | 1 - 7                        | オーストラリア |
| 陳毅維 21分          | レポート(FIFA) レポート(AFC) | アダム・タガート 12分, 19分 · ジャクソン・アーバイン 34分, 37分 · ハリー・サウター 73分, 89分 · ジェイミー・マクラーレン 84分 |

| 高雄国家体育場, 高雄 観客数: 3,251 主審: モンコルチャイ・ペチスリ |

| 2019年10月15日 19:00 UTC+3 |

| ヨルダン                                                                               | 3 - 0                        | ネパール |
| フィラス・シェルバイエ 56分 (pen.) · アフマド・エルサン 78分 · バハー・ファイサル 88分 | レポート(FIFA) レポート(AFC) |          |

| アンマン国際スタジアム, アンマン 観客数: 4,863 主審: サドゥロ・グルムロディ |

| 2019年11月14日 18:00 UTC+2 |

| ヨルダン | 0 - 1                        | オーストラリア        |
|          | レポート(FIFA) レポート(AFC) | アダム・タガート 13分 |

| キング・アブドゥッラー・スタジアム, アンマン 観客数: 9,712 主審: 傅明 |

| 2019年11月14日 19:00 UTC+3 |

| クウェート | 9 - 0                        | チャイニーズタイペイ |
| ユーセフ・ナーセル 22分, 59分 · ファハド・アル・アンサリ 41分 · ムバラク・アル・ファネニ 50分 · バデル・アル＝ムタウワ 55分 · ファイサル・ザーイド 62分 · シャバイブ・アルカルディ 73分 · 陳威全 77分 (o.g.) · ファイサル・アル・アゼミ 81分 | レポート(FIFA) レポート(AFC) |                      |

| ジャービル・アル＝アフマド国際スタジアム, クウェート市 観客数: 8,400 主審: モフド・ヤーコブ |

| 2019年11月19日 18:00 UTC+2 |

| ヨルダン | 5 - 0                        | チャイニーズタイペイ |
| バハー・ファイサル 4分, 75分 · アフマド・エルサン 25分 · サレム・アル・アジャリン 43分 · ハムゼ・アッ＝ダルドゥール 62分 | レポート(FIFA) レポート(AFC) |                      |

| アンマン国際スタジアム, アンマン 観客数: 2,260 主審: ムハンマド・アブドゥッラー・ハッサン・モハメド |

| 2019年11月19日 15:00 UTC+6 |

| ネパール | 0 - 1                        | クウェート                  |
|          | レポート(FIFA) レポート(AFC) | バデル・アル＝ムタウワ 28分 |

| チャンリミタン・スタジアム, ティンプー（ブータン） 観客数: 2,000 主審: キム・デヨン |

| 2021年6月3日 22:00 UTC+3 |

| オーストラリア                                                                         | 3 - 0                        | クウェート |
| マシュー・レッキー 1分 · ジャクソン・アーバイン 24分 · アイディン・フルスティッチ 66分 | レポート(FIFA) レポート(AFC) |            |

| ジャービル・アル＝アフマド国際スタジアム, クウェート市, (クウェート) 観客数: 0 主審: 飯田淳平 |

| 2021年6月3日 19:00 UTC+3 |

| ネパール                                                  | 2 - 0                        | チャイニーズタイペイ |
| アンジャン・ビスタ 3分 (pen.) · ナワユグ・シュレシャ 80分 | レポート(FIFA) レポート(AFC) |                      |

| アル・クウェート・スポーツ・クラブ・スタジアム, クウェート市, (クウェート) 観客数: 0 主審: キム・ウソン |

| 2021年6月7日 19:00 UTC+3 |

| ネパール | 0 - 3                        | ヨルダン                                                             |
|          | レポート(FIFA) レポート(AFC) | バハー・ファイサル 23分 (pen.), 48分 · ヤザン・アボ・アラーラブ 67分 |

| アル・クウェート・スポーツ・クラブ・スタジアム, クウェート市, (クウェート) 観客数: 0 主審: モフド・アミル・イズワン・ヤーコブ |

| 2021年6月7日 22:00 UTC+3 |

| オーストラリア | 5 - 1                        | チャイニーズタイペイ |
| ハリー・サウター 11分 · ジェイミー・マクラーレン 27分 (pen.) · トレント・セインズベリー 41分 · ミッチェル・デューク 46分, 84分 | レポート(FIFA) レポート(AFC) | 魏杰高 62分          |

| ジャービル・アル＝アフマド国際スタジアム, クウェート市, (クウェート) 観客数: 0 主審: サウード・アルアドバ |

| 2021年6月11日 19:00 UTC+3 |

| ネパール | 0 - 3                          | オーストラリア                                                             |
|          | レポート (FIFA) レポート (AFC) | マシュー・レッキー 6分 · フラン・カラチッチ 38分 · マーティン・ボイル 57分 |

| アル・クウェート・スポーツ・クラブ・スタジアム, クウェート市, (クウェート) 観客数: 0 主審: アハメド・アルカフ |

| 2021年6月11日 22:00 UTC+3 |

| クウェート | 0 - 0                          | ヨルダン |
|            | レポート (FIFA) レポート (AFC) |          |

| ジャービル・アル＝アフマド国際スタジアム, クウェート市 観客数: 0 主審: ナワフ・シュクララ |

| 2021年6月15日 19:00 UTC+3 |

| オーストラリア        | 1 - 0                          | ヨルダン |
| ハリー・サウター 77分 | レポート (FIFA) レポート (AFC) |          |

| アル・クウェート・スポーツ・クラブ・スタジアム, クウェート市, (クウェート) 観客数: 0 主審: キム・ウソン |

| 2021年6月15日 22:00 UTC+3 |

| チャイニーズタイペイ | 1 - 2                          | クウェート                    |
| 呉俊青 51分          | レポート (FIFA) レポート (AFC) | ユーセフ・ナーセル 14分, 72分 |

| ジャービル・アル＝アフマド国際スタジアム, クウェート市, (クウェート) 観客数: 0 主審: アハメド・アルカフ |

1. 1 2 3 4  ネパールは、本来は2019年9月5日・9月10日・10月15日にホームゲームを割り当てられていたものの、国内にある規格を満たす唯一のスタジアムであるダサラス・ランガシャラ・スタジアムの修繕工事（2015年の地震で損害を受けていた）がこれらの日までに完了できないことから[18]、各対戦相手の同意を得たうえでホームとアウェーの日程を交換した[19]。さらに交換後の2019年11月19日のホームゲーム（クウェート戦）については、ダサラス・ランガシャラ・スタジアムが試合を開催するのに十分な状態でないとAFCが判断[20]、会場を国外（ブータン・ティンプーのチャンリミタン・スタジアム）に変更することとなった[21]。

### グループC
| 順 | チーム     | 試 | 勝 | 分 | 敗 | 得 | 失 | 差  | 点 | 出場権                       |  |      |     |     |     |      |
| -- | ---------- | -- | -- | -- | -- | -- | -- | --- | -- | ---------------------------- |  | ---- | --- | --- | --- | ---- |
| 1  | イラン     | 8  | 6  | 0  | 2  | 34 | 4  | +30 | 18 | アジア3次予選 とアジアカップ |  | —    | 1–0 | 3–0 | 3–1 | 14–0 |
| 2  | イラク     | 8  | 5  | 2  | 1  | 14 | 4  | +10 | 17 | アジア3次予選 とアジアカップ |  | 2–1  | —   | 0–0 | 2–0 | 4–1  |
| 3  | バーレーン | 8  | 4  | 3  | 1  | 15 | 4  | +11 | 15 | アジアカップ3次予選          |  | 1–0  | 1–1 | —   | 4–0 | 8–0  |
| 4  | 香港       | 8  | 1  | 2  | 5  | 4  | 13 | −9  | 5  | アジアカップ3次予選          |  | 0–2  | 0–1 | 0–0 | —   | 2–0  |
| 5  | カンボジア | 8  | 0  | 1  | 7  | 2  | 44 | −42 | 1  | アジアカップ予選プレーオフ   |  | 0–10 | 0–4 | 0–1 | 1–1 | —    |

| 2019年9月5日 19:30 UTC+3 |

| バーレーン                 | 1 - 1                        | イラク              |
| カミル・アル＝アスワド 9分 | レポート(FIFA) レポート(AFC) | モハナド・アリ 85分 |

| バーレーン・ナショナル・スタジアム, リファー 観客数: 6,049 主審: オマール・アル＝ヤクビ |

| 2019年9月5日 18:30 UTC+7 |

| カンボジア          | 1 - 1                        | 香港        |
| ケオ・ソクペン 33分 | レポート(FIFA) レポート(AFC) | 陳俊楽 16分 |

| プノンペン・オリンピックスタジアム, プノンペン 観客数: 45,500 主審: イルギス・タンタシェフ |

| 2019年9月10日 20:00 UTC+8 |

| 香港 | 0 - 2                        | イラン                                                  |
|      | レポート(FIFA) レポート(AFC) | サルダル・アズムン 23分 · カリム・アンサリファルド 54分 |

| 香港スタジアム, 香港 観客数: 13,942 主審: 山本雄大 |

| 2019年9月10日 18:30 UTC+7 |

| カンボジア | 0 - 1                        | バーレーン                  |
|            | レポート(FIFA) レポート(AFC) | カミル・アル＝アスワド 78分 |

| プノンペン・オリンピックスタジアム, プノンペン 観客数: 45,000 主審: ニボン・ロベシュ・ガミニ |

| 2019年10月10日 17:00 UTC+3:30 |

| イラン | 14 - 0                       | カンボジア |
| アハマド・ヌーロラヒ 5分 · サルダル・アズムン 11分, 35分, 44分 · ホセイン・カナーニ 18分 · メフディ・タレミ 22分, 54分 · カリム・アンサリファルド 40分, 48分, 60分, 88分 · モハマド・モヘビ 65分, 67分 · メフルダド・モハマディ 85分 | レポート(FIFA) レポート(AFC) |            |

| アザディ・スタジアム, テヘラン 観客数: 15,823 主審: プランジャル・バネルジェ |

| 2019年10月10日 19:00 UTC+3 |

| イラク                                           | 2 - 0                        | 香港 |
| モハナド・アリ 37分 · アリ・アドナン 79分 (pen.) | レポート(FIFA) レポート(AFC) |      |

| バスラ・スポーツシティ, バスラ 観客数: 32,340 主審: アマル・アリ＝ジェネイビ |

| 2019年10月15日 19:30 UTC+3 |

| バーレーン                           | 1 - 0                        | イラン |
| モハメド・アル＝ハーダン 65分 (pen.) | レポート(FIFA) レポート(AFC) |        |

| バーレーン・ナショナル・スタジアム, リファー 観客数: 14,810 主審: ヴァレンティン・コヴァレンコ |

| 2019年10月15日 18:30 UTC+7 |

| カンボジア | 0 - 4                        | イラク |
|            | レポート(FIFA) レポート(AFC) | イブラヒム・バイェシュ 22分 · モハナド・アリ 41分 · アムジャド・アトワン 57分 · アハマド・イブラヒム・ハラーフ 62分 |

| プノンペン・オリンピックスタジアム, プノンペン 観客数: 48,258 主審: クリフォード・デイプヤット |

| 2019年11月14日 16:00 UTC+2 |

| イラク                                        | 2 - 1                        | イラン                    |
| モハナド・アリ 11分 · アラー・アッバス 90+2分 | レポート(FIFA) レポート(AFC) | アハマド・ヌーロラヒ 25分 |

| アンマン国際スタジアム, アンマン, （ヨルダン） 観客数: 13,752 主審: ヘッティカムカナムジェ・ペレラ |

| 2019年11月14日 20:00 UTC+8 |

| 香港 | 0 - 0                        | バーレーン |
|      | レポート(FIFA) レポート(AFC) |            |

| 香港スタジアム, 香港 観客数: 4,541 主審: 金東進 |

| 2019年11月19日 16:00 UTC+2 |

| イラク | 0 - 0                        | バーレーン |
|        | レポート(FIFA) レポート(AFC) |            |

| アンマン国際スタジアム, アンマン, （ヨルダン） 観客数: 10,366 主審: ムハンマド・タキー・アルジャアファリー・ビン・ジャハリ |

| 2019年11月19日 20:00 UTC+8 |

| 香港                                                              | 2 - 0                        | カンボジア |
| 夏志明 20分 · ホベルト・オルランド・アフォンソ・ジュニオール 83分 | レポート(FIFA) レポート(AFC) |            |

| 香港スタジアム, 香港 観客数: 6,497 主審: アリ・シャバン |

| 2021年6月3日 17:30 UTC+3 |

| イラン                                                                      | 3 - 1                        | 香港        |
| アリ・ゴリザデ 23分 · ヴァヒド・アミリ 61分 · カリム・アンサリファルド 84分 | レポート(FIFA) レポート(AFC) | 鄭兆均 85分 |

| アル・ムハッラク・スタジアム, ムハッラク, （バーレーン） 観客数: 0 主審: アドハム・マハドメ |

| 2021年6月3日 19:30 UTC+3 |

| バーレーン | 8 - 0                        | カンボジア |
| カーミル・アル・アスワド 8分, 71分 · モハメド・アル・ルマイヒ 45+3分 · アリ・マダン 46分, 65分 · ジャーシム・アル・シャイフ 52分 · イスマイール・アブドゥラティフ 75分, 90+3分 | レポート(FIFA) レポート(AFC) |            |

| バーレーン・ナショナル・スタジアム, リファー 観客数: 0 主審: 木村博之 |

| 2021年6月7日 17:30 UTC+3 |

| イラク                                                                                                | 4 - 1                        | カンボジア            |
| モハナド・アリ 1分 · バッシャール・ラサン 23分 · アリ・アドナン 27分 (pen.) · サファー・ハディ 90+4分 | レポート(FIFA) レポート(AFC) | セウイ・ウィサル 55分 |

| アル・ムハッラク・スタジアム, ムハッラク, （バーレーン） 観客数: 0 主審: ヤクーブ・アブドゥル・バキ |

| 2021年6月7日 19:30 UTC+3 |

| イラン                                                | 3 - 0                        | バーレーン |
| サルダル・アズムン 54分, 61分 · メフディ・タレミ 79分 | レポート(FIFA) レポート(AFC) |            |

| バーレーン・ナショナル・スタジアム, リファー, （バーレーン） 観客数: 0 主審: 傅明 |

| 2021年6月11日 17:30 UTC+3 |

| カンボジア | 0 - 10                         | イラン |
|            | レポート (FIFA) レポート (AFC) | アリレザ・ジャハンバフシュ 16分 (pen.) · ショジャー・ハリルザデー 22分 · メフディ・タレミ 27分 · ロタナ・ソル 32分 (o.g.) · ミラド・モハマディー 57分 · モルテザ・プーラリガンジ 63分 · カリム・アンサリファルド 77分 (pen.) · カーヴェ・レザーイー 80分, 86分 · メフディー・ガーイェディー 84分 |

| バーレーン・ナショナル・スタジアム, リファー, （バーレーン） 観客数: 0 主審: キム・ヨンヒョク |

| 2021年6月11日 19:30 UTC+3 |

| 香港 | 0 - 1                          | イラク             |
|      | レポート (FIFA) レポート (AFC) | 馮慶燁 11分 (o.g.) |

| アル・ムハッラク・スタジアム, ムハッラク, （バーレーン） 観客数: 0 主審: 木村博之 |

| 2021年6月15日 19:30 UTC+3 |

| イラン                  | 1 - 0                          | イラク |
| サルダル・アズムン 35分 | レポート (FIFA) レポート (AFC) |        |

| アル・ムハッラク・スタジアム, ムハッラク, （バーレーン） 観客数: 0 主審: イルギス・タンタシェフ |

| 2021年6月15日 19:30 UTC+3 |

| バーレーン | 4 - 0                          | 香港 |
| サイード・ジヤ・サイード 49分 · サイイド・ハーシム 54分 (pen.), 70分 · イスマイール・アブドゥラティフ 90分 (pen.) | レポート (FIFA) レポート (AFC) |      |

| バーレーン・ナショナル・スタジアム, リファー 観客数: 0 主審: ヤクーブ・アブドゥル・バキ |

1. 1 2  2019年11月14日・19日のイラクのホームゲームは、当初はバスラのバスラ国際スタジアムで開催予定と発表されていたものの、FIFAならびにAFCがイラク国内の安全上の問題のため、イラク国外での開催を命じた[22]。その後、これらの試合はヨルダン・アンマンのアンマン国際スタジアムで開催されることが発表された[23]。

### グループD
| 順 | チーム         | 試 | 勝 | 分 | 敗 | 得 | 失 | 差  | 点 | 出場権                       |  |     |     |     |     |     |
| -- | -------------- | -- | -- | -- | -- | -- | -- | --- | -- | ---------------------------- |  | --- | --- | --- | --- | --- |
| 1  | サウジアラビア | 8  | 6  | 2  | 0  | 22 | 4  | +18 | 20 | アジア3次予選 とアジアカップ |  | —   | 3–0 | 5–0 | 3–0 | 3–0 |
| 2  | ウズベキスタン | 8  | 5  | 0  | 3  | 18 | 9  | +9  | 15 | アジアカップ3次予選          |  | 2–3 | —   | 2–0 | 5–0 | 5–0 |
| 3  | パレスチナ     | 8  | 3  | 1  | 4  | 10 | 10 | 0   | 10 | アジアカップ3次予選          |  | 0–0 | 2–0 | —   | 4–0 | 3–0 |
| 4  | シンガポール   | 8  | 2  | 1  | 5  | 7  | 22 | −15 | 7  | アジアカップ3次予選          |  | 0–3 | 1–3 | 2–1 | —   | 2–2 |
| 5  | イエメン       | 8  | 1  | 2  | 5  | 6  | 18 | −12 | 5  | アジアカップ3次予選          |  | 2–2 | 0–1 | 1–0 | 1–2 | —   |

| 2019年9月5日 17:00 UTC+3 |

| パレスチナ                  | 2 - 0                        | ウズベキスタン |
| ダバグ 60分 · バトラン 85分 | レポート(FIFA) レポート(AFC) |                |

| ファイサル・フサイニー国際スタジアム, アッ＝ラーム 観客数: 6,740 主審: 傅明 |

| 2019年9月5日 19:45 UTC+8 |

| シンガポール                  | 2 - 2                        | イエメン                              |
| イクサン 27分 · ファリス 52分 | レポート(FIFA) レポート(AFC) | アル＝マタリー 34分 · カラウィー 45分 |

| ナショナルスタジアム, シンガポール 観客数: 7,018 主審: ショーン・エヴァンス |

| 2019年9月10日 19:00 UTC+3 |

| イエメン                         | 2 - 2                        | サウジアラビア                            |
| カラウィー 8分 · アル＝ダヒ 37分 | レポート(FIFA) レポート(AFC) | バーヘブリー 23分 · アッ＝ドーサリー 48分 |

| バーレーン・ナショナル・スタジアム, リファー, （バーレーン） 観客数: 3,100 主審: シワコーン・ プードム |

| 2019年9月10日 19:45 UTC+8 |

| シンガポール                   | 2 - 1                        | パレスチナ    |
| シャーキル 3分 · サフワン 38分 | レポート(FIFA) レポート(AFC) | ハメッド 13分 |

| ジャラン・ベサール・スタジアム, シンガポール 観客数: 6,011 主審: 游銘訓 |

| 2019年10月10日 18:25 UTC+3 |

| サウジアラビア                                  | 3 - 0                        | シンガポール |
| アスィーリー 28分, 67分 · アル＝ハムダーン 61分 | レポート(FIFA) レポート(AFC) |              |

| キング・アブドゥッラー・スポーツシティ・スタジアム, ブライダ 観客数: 14,560 主審: 金喜坤 |

| 2019年10月10日 19:30 UTC+5 |

| ウズベキスタン                                                                                           | 5 - 0                        | イエメン |
| コディルクロフ 3分 · ショムロドフ 33分 · イスカンデロフ 53分 · トフタホジャエフ 72分 · セルゲーエフ 90分 | レポート(FIFA) レポート(AFC) |          |

| パフタコール・マルカジイ・スタジアム, タシュケント 観客数: 28,571 主審: ハナ・ハタブ |

| 2019年10月15日 16:00 UTC+2 |

| パレスチナ | 0 - 0                        | サウジアラビア |
|            | レポート(FIFA) レポート(AFC) |                |

| ファイサル・フサイニー国際スタジアム, アッ＝ラーム, （サウジアラビア） 観客数: 12,000 主審: アハメド・アルカフ |

| 2019年10月15日 19:45 UTC+8 |

| シンガポール    | 1 - 3                        | ウズベキスタン                              |
| イクサン 45+1分 | レポート(FIFA) レポート(AFC) | アフメドフ 15分 · ショムロドフ 51分, 90+2分 |

| ナショナルスタジアム, シンガポール 観客数: 12,547 主審: 沈寅豪 |

| 2019年11月14日 17:00 UTC+5 |

| ウズベキスタン                             | 2 - 3                        | サウジアラビア                                             |
| ショムロドフ 16分 · シュクロフ 56分 (pen.) | レポート(FIFA) レポート(AFC) | アル＝ファラジュ 23分 (pen.), 85分 · アッ＝ドーサリー 90分 |

| パフタコール・マルカジイ・スタジアム, タシュケント 観客数: 31,524 主審: 佐藤隆治 |

| 2019年11月14日 18:00 UTC+3 |

| イエメン        | 1 - 0                        | パレスチナ |
| アル＝ダヒ 54分 | レポート(FIFA) レポート(AFC) |            |

| シェイク・アリ・ビン・モハマド・スタジアム, ムハッラク（バーレーン） 観客数: 530 主審: アドハム・マハドメ |

| 2019年11月19日 17:00 UTC+5 |

| ウズベキスタン          | 2 - 0                        | パレスチナ |
| ショムロドフ 18分, 58分 | レポート(FIFA) レポート(AFC) |            |

| パフタコール・マルカジイ・スタジアム, タシュケント 観客数: 19,143 主審: ナワフ・シュクララ |

| 2019年11月19日 18:00 UTC+3 |

| イエメン          | 1 - 2                        | シンガポール                |
| アル＝ガワシ 85分 | レポート(FIFA) レポート(AFC) | ファンディ 19分 · ノル 52分 |

| シェイク・アリ・ビン・モハマド・スタジアム, ムハッラク, （バーレーン） 観客数: 650 主審: 東城穣 |

| 2021年3月30日 20:30 UTC+3 |

| サウジアラビア                                                                                               | 5 - 0                        | パレスチナ |
| アッ＝シャハラーニー 37分 · アル＝ムワッラド 43分 · アル＝シェフリ 52分, 58分 · アッ＝ドーサリー 88分 (pen.) | レポート(FIFA) レポート(AFC) |            |

| キングサウード大学スタジアム, リヤド 観客数: 1 主審: モハナド・カシム・サレー |

| 2021年6月3日 21:00 UTC+3 |

| パレスチナ                                                        | 4 - 0                        | シンガポール |
| スィヤーム 20分 (pen.), 30分 (pen.) · ダバー 23分 · マヨール 85分 | レポート(FIFA) レポート(AFC) |              |

| キング・ファハド国際スタジアム, リヤド, （サウジアラビア） 観客数: 294 主審: アブドゥッラー・ハッサン・モハメド |

| 2021年6月5日 20:30 UTC+3 |

| サウジアラビア                                     | 3 - 0                        | イエメン |
| アッ＝ドーサリー 4分 · アル＝ムワッラド 17分, 32分 | レポート(FIFA) レポート(AFC) |          |

| キングサウード大学スタジアム, リヤド 観客数: 4,382 主審: ニヴォン・ロベッシュ・ガミニ |

| 2021年6月7日 21:00 UTC+3 |

| ウズベキスタン                                                                          | 5 - 0                        | シンガポール |
| マシャリポフ 6分, 34分 · ショムロドフ 45+1分 · アフメドフ 50分 · ファンディ 89分 (o.g.) | レポート(FIFA) レポート(AFC) |              |

| キング・ファハド国際スタジアム, リヤド, （サウジアラビア） 観客数: 75 主審: アリ・アブドゥルナビ |

| 2021年6月11日 21:00 UTC+3 |

| イエメン | 0 - 1                          | ウズベキスタン           |
|          | レポート (FIFA) レポート (AFC) | マシャリポフ 19分 (pen.) |

| キング・ファハド国際スタジアム, リヤド, （サウジアラビア） 観客数: 230 主審: アブドゥッラー・ハッサン・モハメド |

| 2021年6月11日 21:00 UTC+3 |

| シンガポール | 0 - 3                          | サウジアラビア                                                        |
|              | レポート (FIFA) レポート (AFC) | アッ＝ドーサリー 83分 · アル＝ムワッラド 86分 · アル＝シェフリ 90+6分 |

| キングサウード大学スタジアム, リヤド, （サウジアラビア） 観客数: 4,879 主審: モハナド・カシム・サレー |

| 2021年6月15日 21:00 UTC+3 |

| サウジアラビア                                    | 3 - 0                          | ウズベキスタン |
| アル＝ファラジュ 25分, 33分 · アル＝ハッサン 52分 | レポート (FIFA) レポート (AFC) |                |

| キングサウード大学スタジアム, リヤド 観客数: 6,339 主審: 高亨進 |

| 2021年6月15日 21:00 UTC+3 |

| パレスチナ                          | 3 - 0                          | イエメン |
| ダバー 43分, 84分 · マヨール 45+3分 | レポート (FIFA) レポート (AFC) |          |

| キング・ファハド国際スタジアム, リヤド, （サウジアラビア） 観客数: 430 主審: マスード・トゥファイリー |

### グループE
| 順 | チーム         | 試 | 勝 | 分 | 敗 | 得 | 失 | 差  | 点 | 出場権                       |  |     |     |     |      |     |
| -- | -------------- | -- | -- | -- | -- | -- | -- | --- | -- | ---------------------------- |  | --- | --- | --- | ---- | --- |
| 1  | カタール       | 8  | 7  | 1  | 0  | 18 | 1  | +17 | 22 | アジアカップ                 |  | —   | 2–1 | 0–0 | 6–0  | 5–0 |
| 2  | オマーン       | 8  | 6  | 0  | 2  | 16 | 6  | +10 | 18 | アジア3次予選 とアジアカップ |  | 0–1 | —   | 1–0 | 3–0  | 4–1 |
| 3  | インド         | 8  | 1  | 4  | 3  | 6  | 7  | −1  | 7  | アジアカップ3次予選          |  | 0–1 | 1–2 | —   | 1 –1 | 1–1 |
| 4  | アフガニスタン | 8  | 1  | 3  | 4  | 5  | 15 | −10 | 6  | アジアカップ3次予選          |  | 0–1 | 1–2 | 1–1 | —    | 1–0 |
| 5  | バングラデシュ | 8  | 0  | 2  | 6  | 3  | 19 | −16 | 2  | アジアカップ3次予選          |  | 0–2 | 0–3 | 0–1 | 1–1  | —   |

| 2019年9月5日 19:00 UTC+5:30 |

| インド        | 1 - 2                        | オマーン                  |
| チェトリ 24分 | レポート(FIFA) レポート(AFC) | アル＝アラウィ 82分, 90分 |

| インディラ・ガンディー陸上競技場, グワーハーティー 観客数: 22,798 主審: ムード・ボンヤディファルド |

| 2019年9月5日 19:30 UTC+3 |

| カタール                                                                     | 6 - 0                        | アフガニスタン |
| アリ 4分, 10分, 51分 · アル＝ハイドゥース 13分 · ハサン 34分 · フーヒー 67分 | レポート(FIFA) レポート(AFC) |                |

| ジャシム・ビン・ハマド・スタジアム, ドーハ 観客数: 10,950 主審: アジズ・アシモフ |

| 2019年9月10日 19:00 UTC+5 |

| アフガニスタン | 1 - 0                        | バングラデシュ |
| ヌール 27分    | レポート(FIFA) レポート(AFC) |                |

| パミール・スタジアム, ドゥシャンベ, （タジキスタン） 観客数: 5,000 主審: 張雷 |

| 2019年9月10日 19:30 UTC+3 |

| カタール | 0 - 0                        | インド |
|          | レポート(FIFA) レポート(AFC) |        |

| ジャシム・ビン・ハマド・スタジアム, ドーハ 観客数: 12,020 主審: ナズミ・ナサルディン |

| 2019年10月10日 19:00 UTC+6 |

| バングラデシュ | 0 - 2                        | カタール                                |
|                | レポート(FIFA) レポート(AFC) | アブドゥリサグ 28分 · ブディアフ 90+2分 |

| バンガバンドゥ・ナショナル・スタジアム, ダッカ 観客数: 24,570 主審: ビジャン・ヘイダリ |

| 2019年10月10日 18:30 UTC+4 |

| オマーン                                               | 3 - 0                        | アフガニスタン |
| アル＝ムクバリ 27分, 38分 · アル＝ガッサニ 61分 (pen.) | レポート(FIFA) レポート(AFC) |                |

| スルタン・カーブース・スポーツコンプレックス, マスカット 観客数: 10,000 主審: アーメド・アル＝アリ |

| 2019年10月15日 19:00 UTC+5:30 |

| インド      | 1 - 1                        | バングラデシュ  |
| カーン 88分 | レポート(FIFA) レポート(AFC) | ウッディン 42分 |

| ソルトレイク・スタジアム, コルカタ 観客数: 53,286 主審: マスード・トゥファイリー |

| 2019年10月15日 19:30 UTC+3 |

| カタール                   | 2 - 1                        | オマーン            |
| アフィーフ 2分 · アリ 71分 | レポート(FIFA) レポート(AFC) | アル＝アラウィ 63分 |

| ジャシム・ビン・ハマド・スタジアム, ドーハ 観客数: 26,731 主審: 傅明 |

| 2019年11月14日 19:00 UTC+4 |

| オマーン                                                                      | 4 - 1                        | バングラデシュ |
| アル＝ハルディ 48分 · アル・アラウィ 68分 · アラウィ 78分 · アル・ヒジ 90+1分 | レポート(FIFA) レポート(AFC) | アーメド 81分  |

| シーブ・スタジアム, シーブ 観客数: 24,000 主審: ハンナ・ハットタブ |

| 2019年11月14日 19:00 UTC+5 |

| アフガニスタン  | 1 - 1                        | インド          |
| ナザリィ 45+1分 | レポート(FIFA) レポート(AFC) | ドンガル 90+3分 |

| パミール・スタジアム, ドゥシャンベ, （タジキスタン） 観客数: 8,100 主審: 游銘訓 |

| 2019年11月19日 19:00 UTC+4 |

| オマーン          | 1 - 0                        | インド |
| アルガッサニ 33分 | レポート(FIFA) レポート(AFC) |        |

| シーブ・スタジアム, シーブ 観客数: 24,250 主審: ニヴォン・ロベッシュ・ガミニ |

| 2019年11月19日 19:00 UTC+5 |

| アフガニスタン | 0 - 1                        | カタール               |
|                | レポート(FIFA) レポート(AFC) | アフィーフ 76分 (pen.) |

| パミール・スタジアム, ドゥシャンベ, （タジキスタン） 観客数: 6,000 主審: ティムール・ファイズリン |

| 2020年12月4日 19:00 UTC+3 |

| カタール                                                         | 5 - 0                        | バングラデシュ |
| ハーティム 9分 · アフィーフ 33分, 90+2分 · アリ 72分 (pen), 78分 | レポート(FIFA) レポート(AFC) |                |

| ジャシム・ビン・ハマド・スタジアム, ドーハ 観客数: 1044 主審: モフド・アミル・イズワン・ヤーコブ |

| 2021年6月3日 17:00 UTC+3 |

| バングラデシュ | 1 - 1                        | アフガニスタン      |
| バーマン 84分  | レポート(FIFA) レポート(AFC) | シャリーフィー 48分 |

| ジャシム・ビン・ハマド・スタジアム, ドーハ, （カタール） 観客数: 300 主審: ムード・ボニーアディファード |

| 2021年6月3日 20:00 UTC+3 |

| インド | 0 - 1                        | カタール        |
|        | レポート(FIFA) レポート(AFC) | ハーティム 33分 |

| ジャシム・ビン・ハマド・スタジアム, ドーハ, （カタール） 観客数: 2,022 主審: 馬寧 |

| 2021年6月7日 17:00 UTC+3 |

| バングラデシュ | 0 - 2                        | インド                |
|                | レポート(FIFA) レポート(AFC) | チェトリ 79分, 90+2分 |

| ジャシム・ビン・ハマド・スタジアム, ドーハ, （カタール） 観客数: 495 主審: ザイド・ターマー |

| 2021年6月7日 20:00 UTC+3 |

| オマーン | 0 - 1                        | カタール                       |
|          | レポート(FIFA) レポート(AFC) | アル＝ハイドゥース 40分 (pen.) |

| ジャシム・ビン・ハマド・スタジアム, ドーハ, （カタール） 観客数: 1,559 主審: ヘッティカムカナムジェ・ペレラ |

| 2021年6月11日 20:00 UTC+3 |

| アフガニスタン    | 1 - 2                        | オマーン            |
| パーパルザイ 23分 | レポート(FIFA) レポート(AFC) | ファワズ 14分, 51分 |

| ジャシム・ビン・ハマド・スタジアム, ドーハ, （カタール） 観客数: 183 主審: 馬寧 |

| 2021年6月15日 20:10 UTC+3 |

| バングラデシュ | 0 - 3                        | オマーン                        |
|                | レポート(FIFA) レポート(AFC) | ガフリ 22分 · ハジリ 61分, 81分 |

| ジャシム・ビン・ハマド・スタジアム, ドーハ, （カタール） 観客数: 885 主審: アリ・シャバン |

| 2021年6月15日 17:00 UTC+3 |

| インド             | 1 - 1                        | アフガニスタン |
| アジジ 75分 (o.g.) | レポート(FIFA) レポート(AFC) | ザマニ 82分    |

| ジャシム・ビン・ハマド・スタジアム, ドーハ, （カタール） 観客数: 603 主審: アリ・レダ |

### グループF
| 順 | チーム       | 試 | 勝 | 分 | 敗 | 得 | 失 | 差  | 点 | 出場権                       |  |      |     |     |     |      |
| -- | ------------ | -- | -- | -- | -- | -- | -- | --- | -- | ---------------------------- |  | ---- | --- | --- | --- | ---- |
| 1  | 日本         | 8  | 8  | 0  | 0  | 46 | 2  | +44 | 24 | アジア3次予選 とアジアカップ |  | —    | 4–1 | 5–1 | 6–0 | 10–0 |
| 2  | タジキスタン | 8  | 4  | 1  | 3  | 14 | 12 | +2  | 13 | アジアカップ3次予選          |  | 0–3  | —   | 1–0 | 3–0 | 4–0  |
| 3  | キルギス     | 8  | 3  | 1  | 4  | 19 | 12 | +7  | 10 | アジアカップ3次予選          |  | 0–2  | 1–1 | —   | 0–1 | 7–0  |
| 4  | モンゴル     | 8  | 2  | 0  | 6  | 3  | 27 | −24 | 6  | アジアカップ3次予選          |  | 0–14 | 0–1 | 1–2 | —   | 1–0  |
| 5  | ミャンマー   | 8  | 2  | 0  | 6  | 6  | 35 | −29 | 6  | アジアカップ3次予選          |  | 0–2  | 4–3 | 1–8 | 1–0 | —    |

| 2019年9月5日 19:00 UTC+5 |

| タジキスタン    | 1 - 0                        | キルギス |
| ジャリオフ 41分 | レポート(FIFA) レポート(AFC) |          |

| パミール・スタジアム, ドゥシャンベ 観客数: 17,800 主審: アドハム・マハドメ |

| 2019年9月5日 17:00 UTC+8 |

| モンゴル    | 1 - 0                        | ミャンマー |
| アマラ 17分 | レポート(FIFA) レポート(AFC) |            |

| MFFフットボールセンター, ウランバートル 観客数: 3,221 主審: アルマン・ローワン |

| 2019年9月10日 18:00 UTC+6:30 |

| ミャンマー | 0 - 2                        | 日本                          |
|            | レポート(FIFA) レポート(AFC) | 中島翔哉 16分 · 南野拓実 26分 |

| トゥウンナ・スタジアム, ヤンゴン 観客数: 25,500 主審: アーメド・ヤコブ・イブラヒム |

| 2019年9月10日 17:00 UTC+8 |

| モンゴル | 0 - 1                        | タジキスタン      |
|          | レポート(FIFA) レポート(AFC) | エルガシェフ 81分 |

| MFFフットボールセンター, ウランバートル 観客数: 3,455 主審: ハナ・ハタブ |

| 2019年10月10日 19:35 UTC+9 |

| 日本                                                                                        | 6 - 0                        | モンゴル |
| 南野拓実 22分 · 吉田麻也 29分 · 長友佑都 33分 · 永井謙佑 40分 · 遠藤航 57分 · 鎌田大地 82分 | レポート(FIFA) レポート(AFC) |          |

| 埼玉スタジアム2002, さいたま 観客数: 41,122 主審: チェ・サンヒョプ |

| 2019年10月10日 20:30 UTC+6 |

| キルギス                                                                                    | 7 - 0                        | ミャンマー |
| ベルンハルト 5分, 10分, 87分 (pen.) · シュクロフ 20分, 71分 · アリクロフ 26分 · キチン 45分 | レポート(FIFA) レポート(AFC) |            |

| ドレン・オムルザコフ・スタジアム, ビシュケク 観客数: 13,000 主審: オマール・モハメド・アル＝アリ |

| 2019年10月15日 17:00 UTC+5 |

| タジキスタン | 0 - 3                        | 日本                                |
|              | レポート(FIFA) レポート(AFC) | 南野拓実 53分, 55分 · 浅野拓磨 82分 |

| パミール・スタジアム, ドゥシャンベ 観客数: 19,100 主審: ザイド・ターマー |

| 2019年10月15日 16:00 UTC+8 |

| モンゴル                 | 1 - 2                        | キルギス                          |
| ツェデンバル 57分 (pen.) | レポート(FIFA) レポート(AFC) | アリクロフ 13分 · ムルザエフ 42分 |

| MFFフットボールセンター, ウランバートル 観客数: 2,182 主審: フセイン・アボ・イェヒア |

| 2019年11月14日 17:18 UTC+6 |

| キルギス | 0 - 2                          | 日本                                 |
|          | レポート (FIFA) レポート (AFC) | 南野拓実 41分 (pen.) · 原口元気 54分 |

| ドレン・オムルザコフ・スタジアム, ビシュケク 観客数: 17,543 主審: ザイド・ターマー |

| 2019年11月14日 17:00 UTC+6:30 |

| ミャンマー                                                                        | 4 - 3                          | タジキスタン                                   |
| スアン・ラム・マン 10分, 41分 · アウン・トゥ 48分 · マウン・マウン・ルウィン 63分 | レポート (FIFA) レポート (AFC) | ジャリロフ 36分 (pen.), 77分 · ヴァシエフ 57分 |

| マンダラーティエリー競技場, マンダレー 観客数: 7,365 主審: マスード・トゥファイリー |

| 2019年11月19日 20:00 UTC+6 |

| キルギス        | 1 - 1                          | タジキスタン      |
| コズバエフ 83分 | レポート (FIFA) レポート (AFC) | エルガシェフ 17分 |

| ドレン・オムルザコフ・スタジアム, ビシュケク 観客数: 15,873 主審: アブドゥルラフマン・アル＝ジャシム |

| 2019年11月19日 17:00 UTC+6:30 |

| ミャンマー              | 1 - 0                          | モンゴル |
| ライン・ボー・ボー 17分 | レポート (FIFA) レポート (AFC) |          |

| マンダラーティエリー競技場, マンダレー 観客数: 17,468 主審: ナズミ・ナサルディン |

| 2021年3月25日 18:00 UTC+5 |

| タジキスタン                                     | 3 - 0                          | モンゴル |
| ジャリロフ 3分 · ジャリオフ 50分 · サミエフ 86分 | レポート (FIFA) レポート (AFC) |          |

| パミール・スタジアム, ドゥシャンベ 観客数: 9,300 主審: アリ・サバフ・アル＝カイシ |

| 2021年3月30日 19:30 UTC+9 |

| モンゴル | 0 - 14                         | 日本 |
|          | レポート (FIFA) レポート (AFC) | 南野拓実 13分 · 大迫勇也 23分, 55分, 90+2分 · 鎌田大地 26分 · 守田英正 33分 · トゥヤー 40分 (o.g.) · 稲垣祥 68分, 90+3分 · 伊東純也 73分, 79分 · 古橋亨梧 79分, 87分 · 浅野拓磨 90+1分 |

| フクダ電子アリーナ, 千葉, (日本) 観客数: 0 主審: オマール・モハメド・アル＝アリ |

| 2021年5月28日 19:20 UTC+9 |

| 日本 | 10 - 0                         | ミャンマー |
| 南野拓実 8分, 66分 · 大迫勇也 22分, 30分 (pen.), 36分, 49分, 88分 · 守田英正 56分 · 鎌田大地 84分 · 板倉滉 90分 | レポート (FIFA) レポート (AFC) |            |

| フクダ電子アリーナ, 千葉 観客数: 0 主審: ハッサン・アクラミ |

| 2021年6月7日 16:00 UTC+9 |

| キルギス | 0 - 1                          | モンゴル        |
|          | レポート (FIFA) レポート (AFC) | ミジドルジ 34分 |

| ヤンマースタジアム長居, 大阪, (日本) 観客数: 0 主審: 游銘訓 |

| 2021年6月7日 19:30 UTC+9 |

| 日本                                                       | 4 - 1                          | タジキスタン     |
| 古橋亨梧 6分 · 南野拓実 40分 · 橋本拳人 51分 · 川辺駿 71分 | レポート (FIFA) レポート (AFC) | パンシャンバ 9分 |

| パナソニック スタジアム 吹田, 吹田 観客数: 0 主審: アブドゥルラフマン・アル＝ジャシム |

| 2021年6月11日 16:00 UTC+9 |

| ミャンマー              | 1 - 8                          | キルギス |
| ライン・ボー・ボー 69分 | レポート (FIFA) レポート (AFC) | ラスタモフ 22分 · アリクロフ 29分 · ムサベコフ 34分 · シュクロフ 45分 · ムルザエフ 45+2分, 61分, 78分 · ボコレフ 63分 |

| ヤンマースタジアム長居, 大阪, (日本) 観客数: 0 主審: フセイン・アボ・イェヒア |

| 2021年6月15日 19:25 UTC+9 |

| 日本                                                                 | 5 - 1                          | キルギス                 |
| オナイウ阿道 27分 (pen.), 31分, 33分 · 佐々木翔 77分 · 浅野拓磨 78分 | レポート (FIFA) レポート (AFC) | ムルザエフ 45+1分 (pen.) |

| パナソニック スタジアム 吹田, 吹田 観客数: 0 主審: オマール・アル＝ヤクビ |

| 2021年6月15日 19:25 UTC+9 |

| タジキスタン                                                        | 4 - 0                          | ミャンマー |
| トゥルスノフ 34分 · ジャリロフ 54分 · ボボエフ 78分 · サミエフ 87分 | レポート (FIFA) レポート (AFC) |            |

| ヤンマースタジアム長居, 大阪, (日本) 観客数: 0 主審: オマール・モハメド・アル＝アリ |

1. ↑  モンゴルのホームゲームだが、モンゴル国内での新型コロナウイルス感染対策を踏まえて両国で協議の結果、日本開催へと変更された[24]。

### グループG
| 順 | チーム           | 試 | 勝 | 分 | 敗 | 得 | 失 | 差  | 点 | 出場権                       |  |     |     |     |     |     |
| -- | ---------------- | -- | -- | -- | -- | -- | -- | --- | -- | ---------------------------- |  | --- | --- | --- | --- | --- |
| 1  | アラブ首長国連邦 | 8  | 6  | 0  | 2  | 23 | 7  | +16 | 18 | アジア3次予選 とアジアカップ |  | —   | 3–2 | 4–0 | 3–1 | 5–0 |
| 2  | ベトナム         | 8  | 5  | 2  | 1  | 13 | 5  | +8  | 17 | アジア3次予選 とアジアカップ |  | 1–0 | —   | 1–0 | 0–0 | 4–0 |
| 3  | マレーシア       | 8  | 4  | 0  | 4  | 10 | 12 | −2  | 12 | アジアカップ3次予選          |  | 1–2 | 1–2 | —   | 2–1 | 2–0 |
| 4  | タイ             | 8  | 2  | 3  | 3  | 9  | 9  | 0   | 9  | アジアカップ3次予選          |  | 2–1 | 0–0 | 0–1 | —   | 2–2 |
| 5  | インドネシア     | 8  | 0  | 1  | 7  | 5  | 27 | −22 | 1  | アジアカップ予選プレーオフ   |  | 0–5 | 1–3 | 2–3 | 0–3 | —   |

| 2019年9月5日 19:00 UTC+7 |

| タイ | 0 - 0                        | ベトナム |
|      | レポート(FIFA) レポート(AFC) |          |

| タンマサート・スタジアム, パトゥムターニー 観客数: 19,011 主審: サウード・アル・アスバ |

| 2019年9月5日 19:30 UTC+7 |

| インドネシア    | 2 - 3                        | マレーシア                              |
| ベト 11分, 38分 | レポート(FIFA) レポート(AFC) | スマレー 36分, 90+6分 · シャフィク 65分 |

| ゲロラ・ブン・カルノ・スタジアム, ジャカルタ 観客数: 54,659 主審: 高亨進 |

| 2019年9月10日 20:45 UTC+8 |

| マレーシア     | 1 - 2                        | アラブ首長国連邦      |
| シャフィク 1分 | レポート(FIFA) レポート(AFC) | マブフート 43分, 75分 |

| ブキット・ジャリル国立競技場, クアラルンプール 観客数: 43,200 主審: 木村博之 |

| 2019年9月10日 19:30 UTC+7 |

| インドネシア | 0 - 3                        | タイ                                               |
|              | レポート(FIFA) レポート(AFC) | スパチョーク 55分, 71分 · ティーラトン 65分 (pen.) |

| ゲロラ・ブン・カルノ・スタジアム, ジャカルタ 観客数: 11,619 主審: 馬寧 |

| 2019年10月10日 20:00 UTC+4 |

| アラブ首長国連邦                                                       | 5 - 0                        | インドネシア |
| イブラヒム 40分 · マブフート 51分, 63分 (pen.), 72分 · アハマド 90+3分 | レポート(FIFA) レポート(AFC) |              |

| アール・マクトゥーム・スタジアム, ドバイ 観客数: 6,678 主審: アドハム・マハドメ |

| 2019年10月10日 20:00 UTC+7 |

| ベトナム                  | 1 - 0                        | マレーシア |
| グエン・クアン・ハイ 40分 | レポート(FIFA) レポート(AFC) |            |

| ミーディン国立競技場, ハノイ 観客数: 38,256 主審: ムード・ボンヤディファルド |

| 2019年10月15日 19:00 UTC+7 |

| タイ                                | 2 - 1                        | アラブ首長国連邦  |
| ティーラシン 26分 · エカニット 51分 | レポート(FIFA) レポート(AFC) | マブフート 45+2分 |

| タンマサート・スタジアム, パトゥムターニー 観客数: 16,057 主審: ヘッティカムカナムジェ・ペレラ |

| 2019年10月15日 19:30 UTC+7 |

| インドネシア    | 1 - 3                        | ベトナム                                                                               |
| バフディム 84分 | レポート(FIFA) レポート(AFC) | ド・ズイー・マイン 26分 · クエ・ゴック・ハイ 55分 (pen.) · グエン・ティエン・リン 61分 |

| カプテン・イ・ワヤン・ディプタ・スタジアム, ギャニャール県 観客数: 8,237 主審: トゥルキ・アル＝フダイル |

| 2019年11月14日 20:00 UTC+7 |

| ベトナム                    | 1 - 0                        | アラブ首長国連邦 |
| グエン・ティエン・リン 44分 | レポート(FIFA) レポート(AFC) |                  |

| ミーディン国立競技場, ハノイ 観客数: 37,879 主審: 飯田淳平 |

| 2019年11月14日 20:45 UTC+8 |

| マレーシア                | 2 - 1                        | タイ               |
| ガン 26分 · スマレー 57分 | レポート(FIFA) レポート(AFC) | チャナティップ 7分 |

| ブキット・ジャリル国立競技場, クアラルンプール 観客数: 39,363 主審: アリ・サバフ・アル＝カイシ |

| 2019年11月19日 20:00 UTC+7 |

| ベトナム | 0 - 0                        | タイ |
|          | レポート(FIFA) レポート(AFC) |      |

| ミーディン国立競技場, ハノイ 観客数: 40,000 主審: アハメド・アルカフ |

| 2019年11月19日 20:45 UTC+8 |

| マレーシア          | 2 - 0                        | インドネシア |
| ラシード 30分, 73分 | レポート(FIFA) レポート(AFC) |              |

| ブキット・ジャリル国立競技場, クアラルンプール 観客数: 75,044 主審: アリレザ・ファガニー |

| 2021年6月3日 21:45 UTC+4 |

| アラブ首長国連邦                            | 4 - 0                        | マレーシア |
| マブフート 19分, 90+1分 · リマ 83分, 90+3分 | レポート(FIFA) レポート(AFC) |            |

| ザビール・スタジアム, ドバイ 観客数: 1,127 主審: キム・デヨン |

| 2021年6月3日 21:45 UTC+4 |

| タイ                               | 2 - 2                        | インドネシア                |
| ナルバディン 5分 · アディサク 50分 | レポート(FIFA) レポート(AFC) | アグン 39分 · ディマス 60分 |

| アール・マクトゥーム・スタジアム, ドバイ, (アラブ首長国連邦) 主審: アマル・マハフード |

| 2021年6月7日 20:45 UTC+4 |

| アラブ首長国連邦                        | 3 - 1                        | タイ            |
| カイオ 14分 · リマ 34分 · エイド 90+4分 | レポート(FIFA) レポート(AFC) | スパナット 54分 |

| ザビール・スタジアム, ドバイ, (アラブ首長国連邦) 観客数: 980 主審: 佐藤隆治 |

| 2021年6月7日 20:45 UTC+4 |

| ベトナム | 4 - 0                        | インドネシア |
| グエン・ティエン・リン 51分 · グエン・クアン・ハイ 62分 · グエン・コン・フオン 67分 · ヴー・ヴァン・タイン 74分 | レポート(FIFA) レポート(AFC) |              |

| アール・マクトゥーム・スタジアム, ドバイ, (アラブ首長国連邦) 観客数: 225 主審: アハメド・アル・アリ |

| 2021年6月11日 20:45 UTC+4 |

| マレーシア             | 1 - 2                        | ベトナム                                                     |
| ギリェルミ 73分 (pen.) | レポート(FIFA) レポート(AFC) | グエン・ティエン・リン 27分 · クエ・ゴック・ハイ 83分 (pen.) |

| アール・マクトゥーム・スタジアム, ドバイ, (アラブ首長国連邦) 観客数: 335 主審: 佐藤隆治 |

| 2021年6月11日 20:45 UTC+4 |

| インドネシア | 0 - 5                        | アラブ首長国連邦                                                   |
|              | レポート(FIFA) レポート(AFC) | マブフート 22分, 49分 (pen.) · リマ 28分, 55分 · タグリアブエ 86分 |

| ザビール・スタジアム, ドバイ, (アラブ首長国連邦) 観客数: 963 主審: モハンメド・アルホイシ |

| 2021年6月15日 20:45 UTC+4 |

| アラブ首長国連邦                                         | 3 - 2                        | ベトナム                                                  |
| サルミーン 32分 · マブフート 40分 (pen.) · ハミース 50分 | レポート(FIFA) レポート(AFC) | グエン・ティエン・リン 84分 · チャン・ミン・ヴォン 90+3分 |

| ザビール・スタジアム, ドバイ 観客数: 1,355 主審: アリ・サバフ・アル＝カイシ |

| 2021年6月15日 20:45 UTC+4 |

| タイ | 0 - 1                        | マレーシア           |
|      | レポート(FIFA) レポート(AFC) | ラシード 52分 (pen.) |

| アール・マクトゥーム・スタジアム, ドバイ, (アラブ首長国連邦) 観客数: 142 主審: モハンメド・アルホイシ |

1. ↑  当初はジャカルタのゲロラ・ブン・カルノ・スタジアムで開催予定と発表されていたものの、インドネシアからの要望を受け、AFCは2019年10月6日に会場変更を認めたと発表した[26]。

### グループH
| 順 | チーム           | 試 | 勝 | 分 | 敗 | 得 | 失 | 差  | 点 | 出場権                       |  |     |     |      |      |      |
| -- | ---------------- | -- | -- | -- | -- | -- | -- | --- | -- | ---------------------------- |  | --- | --- | ---- | ---- | ---- |
| 1  | 韓国             | 6  | 5  | 1  | 0  | 22 | 1  | +21 | 16 | アジア3次予選 とアジアカップ |  | —   | 2–1 | 5–0  | 8–0  | N.C. |
| 2  | レバノン         | 6  | 3  | 1  | 2  | 11 | 8  | +3  | 10 | アジア3次予選 とアジアカップ |  | 0–0 | —   | 2–1  | 3–2  | 0–0  |
| 3  | トルクメニスタン | 6  | 3  | 0  | 3  | 8  | 11 | −3  | 9  | アジアカップ3次予選          |  | 0–2 | 3–2 | —    | 2–0  | 3–1  |
| 4  | スリランカ       | 6  | 0  | 0  | 6  | 2  | 23 | −21 | 0  | アジアカップ3次予選          |  | 0–5 | 0–3 | 0–2  | —    | 0–1  |
| 5  | 北朝鮮 (Y)       | 0  | 0  | 0  | 0  | 0  | 0  | 0   | 0  | 出場辞退                     |  | 0–0 | 2–0 | N.C. | N.C. | —    |

| 2019年9月5日 17:30 UTC+9 |

| 北朝鮮           | 2 - 0 無効                   | レバノン |
| 鄭日冠 7分, 56分 | レポート(FIFA) レポート(AFC) |          |

| 金日成競技場, 平壌 観客数: 40,000 主審: シェルゾド・カシモフ |

| 2019年9月5日 19:30 UTC+5:30 |

| スリランカ | 0 - 2                        | トルクメニスタン                   |
|            | レポート(FIFA) レポート(AFC) | オラズセヘドフ 8分 · アマノフ 53分 |

| コロンボ・レースコース・グラウンド, コロンボ 観客数: 1,120 主審: モハンメド・アルホイシ |

| 2019年9月10日 19:00 UTC+5 |

| トルクメニスタン | 0 - 2                        | 韓国                      |
|                  | レポート(FIFA) レポート(AFC) | 羅相浩 13分 · 鄭又榮 82分 |

| コペトダグ・スタジアム, アシガバート 観客数: 26,000 主審: アマル・アリ＝ジェネイビ |

| 2019年9月10日 19:30 UTC+5:30 |

| スリランカ | 0 - 1 無効                   | 北朝鮮      |
|            | レポート(FIFA) レポート(AFC) | 張功哲 67分 |

| コロンボ・レースコース・グラウンド, コロンボ 観客数: 1,258 主審: ティムール・ファイズリン |

| 2019年10月10日 20:00 UTC+9 |

| 韓国                                                                                   | 8 - 0                        | スリランカ |
| 孫興慜 10分, 45+5分 (pen.) · 金信煜 17分, 30分, 54分, 64分 · 黄喜燦 20分 · 権昶勲 76分 | レポート(FIFA) レポート(AFC) |            |

| 華城総合運動場, 華城 観客数: 23,522 主審: ハサン・アクラミ |

| 2019年10月10日 19:00 UTC+3 |

| レバノン                         | 2 - 1                        | トルクメニスタン          |
| エル＝ヘルウェ 5分 · マタル 64分 | レポート(FIFA) レポート(AFC) | アンナドゥルディエフ 62分 |

| カミール・シャムーン・スポーツ・シティ・スタジアム, ベイルート 観客数: 7,820 主審: 岡部拓人 |

| 2019年10月15日 17:30 UTC+9 |

| 北朝鮮 | 0 - 0 無効                   | 韓国 |
|        | レポート(FIFA) レポート(AFC) |      |

| 金日成競技場, 平壌 観客数: 100 主審: アブドゥルラフマン・アル＝ジャシム |

| 2019年10月15日 19:30 UTC+5:30 |

| スリランカ | 0 - 3                        | レバノン                                                  |
|            | レポート(FIFA) レポート(AFC) | マートゥク 15分 (pen.) · エル＝ヘルウェ 38分 (pen.), 81分 |

| コロンボ・レースコース・グラウンド, コロンボ 観客数: 1,052 主審: アマル・マハフード |

| 2019年11月14日 15:00 UTC+2 |

| レバノン | 0 - 0                        | 韓国 |
|          | レポート(FIFA) レポート(AFC) |      |

| カミール・シャムーン・スポーツ・シティ・スタジアム, ベイルート 観客数: 170 主審: モハナド・カシム・サレー |

| 2019年11月14日 16:00 UTC+5 |

| トルクメニスタン | 3 - 1 無効                   | 北朝鮮 |
|                  | レポート(FIFA) レポート(AFC) |        |

| コペトダグ・スタジアム, アシガバート 観客数: 26,500 主審: シワコーン・プーウドム |

| 2019年11月19日 19:00 UTC+2 |

| レバノン | 0 - 0 無効                   | 北朝鮮 |
|          | レポート(FIFA) レポート(AFC) |        |

| カミール・シャムーン・スポーツ・シティ・スタジアム, ベイルート 観客数: 0 主審: ヤクーブ・アブドゥル・バキ |

| 2019年11月19日 16:00 UTC+5 |

| トルクメニスタン                          | 2 - 0                        | スリランカ |
| バシモフ 44分 · アンナドゥルディエフ 59分 | レポート(FIFA) レポート(AFC) |            |

| コペトダグ・スタジアム, アシガバート 観客数: 26,304 主審: サウード・アルアドバ |

| (2021年6月3日) |

| 北朝鮮 | 中止 | スリランカ |
|        |      |            |

|  |

| 2021年6月5日 15:00 UTC+9 |

| レバノン                          | 3 - 2                        | スリランカ                 |
| オマリ 11分, 44分 · クドゥフ 17分 | レポート(FIFA) レポート(AFC) | ラジーク 10分, 61分 (pen.) |

| 高陽総合運動場, 高陽 (韓国) 観客数: 73 主審: モフド・アミル・イズワン・ヤーコブ |

| 2021年6月5日 20:00 UTC+9 |

| 韓国                                                          | 5 - 0                        | トルクメニスタン |
| 黄義助 11分, 73分 · 南泰煕 45+2分 · 金英權 57分 · 権昶勲 63分 | レポート(FIFA) レポート(AFC) |                  |

| 高陽総合運動場, 高陽 観客数: 3,932 主審: ターキ・アル＝クーデア |

| (2021年6月7日) |

| 韓国 | 中止 | 北朝鮮 |
|      |      |        |

|  |

| 2021年6月9日 15:00 UTC+9 |

| トルクメニスタン                                                      | 3 - 2                        | レバノン                  |
| ババジャノフ 59分 · アンナグリエフ 85分 · アンナドゥルディエフ 90+1分 | レポート(FIFA) レポート(AFC) | アタヤ 73分 · サード 75分 |

| 高陽総合運動場, 高陽 (韓国) 観客数: 52 主審: ハンナ・ハタブ |

| 2021年6月9日 20:00 UTC+9 |

| スリランカ | 0 - 5                        | 韓国                                                               |
|            | レポート(FIFA) レポート(AFC) | 金信煜 15分, 43分 (pen.) · 李東炅 22分 · 黄喜燦 53分 · 鄭祥彬 77分 |

| 高陽総合運動場, 高陽 (韓国) 観客数: 4,008 主審: 沈寅豪 |

| 2021年6月13日 15:00 UTC+9 |

| 韓国                                      | 2 - 1                        | レバノン    |
| サブラー 51分 (o.g.) · 孫興慜 66分 (pen.) | レポート(FIFA) レポート(AFC) | サード 12分 |

| 高陽総合運動場, 高陽 観客数: 4,061 主審: ハミス・アル＝マッリ |

| (2021年6月15日) |

| 北朝鮮 | 中止 | トルクメニスタン |
|        |      |                  |

|  |

1. 1 2  レバノン（ホーム）-韓国とレバノン（ホーム）-北朝鮮の試合は、レバノンにおいて反政府デモが生じていることに伴う安全面を考慮し、無観客で行われた[27][28][29]。

## 各組2位順位
本大会の開催国であるカタールがグループEの１位になったため、2位国比較において上位5カ国目（＝レバノン）がカタールに代わり3次予選に進出する。また前述の通り、グループHの北朝鮮の出場辞退に伴い、各グループ2位のチームの戦績を比較する際はグループAからGの2位のチームについてはグループ5位のチームとの対戦戦績を除外する。
中国はAFCアジアカップ2023の開催国を務める予定であった が、この予選はアジアカップと2022 FIFAワールドカップ2次予選を兼ねているため中国も予選に参加した。詳しくは、AFCアジアカップ2023 (予選)を参照頂きたい。
| 順 | グ | チーム         | 試 | 勝 | 分 | 敗 | 得 | 失 | 差  | 点 | 出場権                                            |
| -- | -- | -------------- | -- | -- | -- | -- | -- | -- | --- | -- | ------------------------------------------------- |
| 1  | A  | 中華人民共和国 | 6  | 4  | 1  | 1  | 16 | 3  | +13 | 13 | ワールドカップ・アジア3次予選ならびにアジアカップ |
| 2  | E  | オマーン       | 6  | 4  | 0  | 2  | 9  | 5  | +4  | 12 | ワールドカップ・アジア3次予選ならびにアジアカップ |
| 3  | C  | イラク         | 6  | 3  | 2  | 1  | 6  | 3  | +3  | 11 | ワールドカップ・アジア3次予選ならびにアジアカップ |
| 4  | G  | ベトナム       | 6  | 3  | 2  | 1  | 6  | 4  | +2  | 11 | ワールドカップ・アジア3次予選ならびにアジアカップ |
| 5  | H  | レバノン       | 6  | 3  | 1  | 2  | 11 | 8  | +3  | 10 | ワールドカップ・アジア3次予選ならびにアジアカップ |
| 6  | F  | タジキスタン   | 6  | 3  | 1  | 2  | 7  | 8  | −1  | 10 | アジアカップ3次予選                               |
| 7  | D  | ウズベキスタン | 6  | 3  | 0  | 3  | 12 | 9  | +3  | 9  | アジアカップ3次予選                               |
| 8  | B  | クウェート     | 6  | 2  | 2  | 2  | 6  | 2  | +4  | 8  | アジアカップ3次予選                               |

## 各組5位順位
| 順 | グ | チーム               | 試 | 勝 | 分 | 敗 | 得 | 失 | 差  | 点 | 出場権                     |
| -- | -- | -------------------- | -- | -- | -- | -- | -- | -- | --- | -- | -------------------------- |
| 1  | F  | ミャンマー           | 8  | 2  | 0  | 6  | 6  | 35 | −29 | 6  | アジアカップ3次予選        |
| 2  | D  | イエメン             | 8  | 1  | 2  | 5  | 6  | 18 | −12 | 5  | アジアカップ3次予選        |
| 3  | E  | バングラデシュ       | 8  | 0  | 2  | 6  | 3  | 19 | −16 | 2  | アジアカップ3次予選        |
| 4  | G  | インドネシア         | 8  | 0  | 1  | 7  | 5  | 27 | −22 | 1  | アジアカップ予選プレーオフ |
| 5  | C  | カンボジア           | 8  | 0  | 1  | 7  | 2  | 44 | −42 | 1  | アジアカップ予選プレーオフ |
| 6  | B  | チャイニーズタイペイ | 8  | 0  | 0  | 8  | 4  | 34 | −30 | 0  | アジアカップ予選プレーオフ |
| 7  | A  | グアム               | 8  | 0  | 0  | 8  | 2  | 32 | −30 | 0  | アジアカップ予選プレーオフ |